# Niagara (Adelaide Crapsey)
Niagara – wiersz modernistycznej amerykańskiej poetki Adelaide Crapsey.

## Charakterystyka ogólna
Utwór reprezentuje nowy, wprowadzony przez poetkę do literatury języka angielskiego, gatunek – cinquain. Cinquain to pięciowiersz, pisany zasadniczo wierszem wolnym, a w każdym razie nieregularnym, i bezrymowym, zawierającym impresję na temat jakiegoś wybranego zjawiska. Wiersz Niagara opatrzony jest podtytułem, informującym o dokładnym miejscu i czasie obserwacji, która legła u podstaw jego napisania.
Seen on a Night in November
How frail
Above the bulk
Of crashing water hangs,
Autumnal, evanescent, wan,
The moon.

## Forma
Niagara, zgodnie z wymogami gatunku, składa się z pięciu linijek, które kolejno mają po dwie, cztery, sześć, osiem i dwie sylaby. W tym konkretnym przypadku zachowany został ściśle jambiczny rytm, dlatego możemy mówić o nieregularnym wierszu sylabotonicznym o zmiennej liczbie stóp metrycznych. Pierwszy wers jest jednostopowy, drugi – dwustopowy, trzeci – trójstopowy, czwarty – czterostopowy, a piąty ponownie jednostopowy.

## Treść
Wiersz przedstawia impresję zaobserwowanego w listopadową noc obrazu delikatnie widocznego księżyca nad wodospadem Niagara. Wizja poetki jest oparta na kontraście ogromnej, ruchomej masy wody, przelewającej się przez skalistą krawędź i spadającej z hukiem do leżącego poniżej jeziora i zawieszonego wysoko na niebie, nieruchomego i niemal nierzeczywistego srebrnego globu. 
Sposób postrzegania świata i przekazywania w poezji związanych z tym odczuć jest typowy zarówno dla twórczości Adelaide Crapsey, jak i liryki Dalekiego Wschodu, z której autorka czerpała inspirację, podobnie zresztą jak inny wielki poeta modernistyczny, Ezra Pound. Utwory amerykańskiej liryczki zarówno pod względem formalnym, jak i treściowym, przypominają wiersze (haiku) poetów japońskich, jak Bashō. Warto w tym miejscu przypomnieć, że japońskie impresje są ujęte przeważnie w strofy tanka. Szerzej na temat zwrotek tanka pisał Mikołaj Melanowicz.

## Przekłady
Tłumaczenia omawianego wiersza i innych liryków Adelaide Crapsey znalazły się w internetowej Antologii poezji angielskiej.